# Asigurare de sănătate
Asigurările de sănătate sunt în multe țări parte a sistemului de sănătate și social.  O asigurare de sănătate are drept scop compensarea asiguratului în mod total (integral) sau parțial de costurile tratamentelor medicale, ale cazurilor de graviditate maternală și în caz de accidente de sănătate. În unele țări sunt incluse alături de compensații financiare și ajutoare materiale.  Există de asemenea diferențieri de la țară la țară în ceea ce privește preluarea costurilor-urmare de accidente de către asigurarea de sănătate sau o asigurare specială de accidente.  Apartenența ca membru la o asigurare de sănătate se realizează în mod benevol (privat, asigurare suplimentară) sau asigurare legală obligatorie. Compensațiile de care se poate beneficia sunt funcție de registrul de servicii ales, de tratamentele efectuate etc., dar și de veniturile asiguratului.

## Apariția asigurărilor de sănătate
În data de 15 iunie 1883, în vremea cancelarului de atunci al Germaniei, Otto von Bismarck, a fost adoptată „Legea privind asigurările de sănătate pentru muncitori”. Din acest moment, lucrătorii industriali și angajații din întreprinderile artizanale și comerciale din Germania sunt obligați să aibă asigurare de sănătate. Acest model a fost preluat apoi de multe state.

## Asigurare de sănătate de stat
Persoanele fizice care realizează venituri din activități sunt obligate prin lege sa își plătească îndatoririle prin plata contribuției, care acoperă asigurarea obligatorie de sanatate. Prin asigurarea obligatorie, orice asigurat trebuie să se înscrie la un medic de familie pentru a beneficia de servicii de medicină primară și de asistență medicală de specialitate,  analize medicale de laborator, medicamente compensate sau dispozitive medicale, precum orteze și proteze. Medicul de familie este cel care completează trimiterile pentru consultații către medicii specialiști, pentru efectuarea unor investigații paraclinice sau internarea în spital.

## Asigurare de sănătate privată
Asigurarea de sănătate privată a devenit o necesitate în toate țările dezvoltate din Europa. Se achiziționează o asigurare de sănătate cu acoperire internațională , plătind o taxă lunară care poate fi acoperită integral sau parțial de către angajator. Poate fi achiziționată individual, alegând unul dintre pachetele diponibile oferite de asigurator. Asigurarea medicală privată pune la dispozitia asiguratului o listă cu spitalele private sau de stat, din țară sau din străinătate, în care acesta alege să se trateze.

## Asigurare de sănătate pentru călătorii în străinătate
Asigurare de sănătate pentru călătorii în străinătate, de regulă, se face pe perioada aflării în străinătate fie în scop turistic, pentru a studia, a munci sau a participa la diverse competiții sportive.
În funcție de zonă, sumele de asigurare sunt:  
- 10.000 de euro pentru o persoană și 20.000 de euro pentru întreaga familie pentru țările CSI
- 30.000 de euro pentru o persoană și 60.000 de euro pentru întreaga familie pentru Europa
- 60.000 de euro pentru toate țările lumii.

Riscuri acoperite:
- Tratament ambulatoriu sau spitalizarea (îmbolnăviri acute subite, leziuni corporale și dereglarea sănătății în urma unui accident) și repatrierea în caz de deces
- Intervenții chirurgicale (doar în caz de urgență)
- Cheltuieli de transport
- Medicamente prescrise de medical avizat
- Tratamentul stomatologic de urgență (în limita sumei de 500 euro)
- Serviciile unui avocat și / sau unui translator în cazul în care asiguratul a fost arestat (în limita sumei de 800 euro).